# Nemoiu, Vâlcea
Nemoiu este un sat în comuna Amărăști din județul Vâlcea, Oltenia, România.

## Vezi și
- Biserica de lemn din Nemoiu

 Acest articol despre o localitate din județul Vâlcea este deocamdată un ciot. Puteți ajuta Wikipedia prin completarea lui.